# Richard Revesz
Richard L. Revesz (Buenos Aires, 9 de mayo de 1958) es un abogado, escritor, profesor y académico argentino-estadounidense. Se desempeña como director del Instituto de Derecho Americano y como profesor de derecho Lawrence King en la Facultad de Derecho de la Universidad de Nueva York. También fue decano de la Facultad de Derecho de la Universidad de Nueva York de 2002 a 2013. Es uno de los principales expertos del país en derecho ambiental, derecho regulatorio y políticas.

## Primeros años
Nacido en Buenos Aires, Argentina, Richard Revesz se graduó summa cum laude en ingeniería civil de la Universidad de Princeton en 1979 después de completar una tesis senior de 140 páginas titulada "¿Energía o medio ambiente? El compromiso entre las emisiones de los automóviles y la economía de combustible". Luego recibió una maestría en ingeniería civil del Instituto de Tecnología de Massachusetts. Continuó sus estudios en la Facultad de Derecho de Yale, donde fue editor en jefe de Yale Law Journal, y recibió su título de abogado en 1983. Al graduarse, trabajó primero para el juez principal Wilfred Feinberg del Segundo Circuito de Cortes de Apelaciones de Estados Unidos y luego fue secretario del juez de la Corte Suprema Thurgood Marshall, donde conoció a su esposa, Vicki Been que también era secretaria de la Corte Suprema para el juez Harry Blackmun.

## Carrera profesional

### Carrera temprana
Revesz comenzó su carrera académica en 1985, uniéndose a la facultad de la Facultad de Derecho de la Universidad de Nueva York como profesor asistente. Para 1990, era profesor titular de derecho, enseñando derecho ambiental y administrativo. En 2001, fue nombrado profesor de derecho Lawrence King y, un año después, sucedió a John Sexton como decano. Renunció como decano después de 11 años en mayo de 2013. Revesz también ha sido profesor invitado en la Escuela de Asuntos Públicos e Internacionales Woodrow Wilson de Princeton, la Facultad de Derecho de Harvard, la Facultad de Derecho de Yale y el Instituto de Graduados de Estudios Internacionales en Ginebra, Suiza.

### Decano de la Facultad de Derecho de NYU
Revesz se desempeñó como decano de la Facultad de Derecho de la Universidad de Nueva York entre 2002 y 2013. Durante su mandato, la Universidad de Nueva York (NYU) recaudó más de $500 millones y atrajo a 46 nuevos miembros de la facultad, incluido su colega académico argentino-estadounidense Samuel Issacharoff. Mientras era decano, Revesz presidió varias controversias sobre la libertad de expresión: sus acciones incluyeron criticar pero no disciplinar a un estudiante que le preguntó al juez Antonin Scalia sobre su vida sexual privada y defender el derecho del jurista de Singapur Thio Li-ann a expresar opiniones controvertidas sobre penalizar los actos sexuales consentidos entre hombres.

### Director del Instituto de Derecho Americano
En 2014, Revesz fue nombrado director del Instituto de Derecho Americano. Supervisa la publicación del instituto de Reformulaciones de la ley, Principios de la ley, leyes modelo y otras propuestas de reforma legal.

### Director del Instituto de Integridad de Políticas
En 2008, Revesz y Michael Livermore cofundaron el Instituto para la Integridad de Políticas, un grupo de expertos y organización de defensa afiliada a la Facultad de Derecho de la Universidad de Nueva York que se dedica a mejorar la calidad de la toma de decisiones gubernamentales. Revesz dirige el instituto, que aporta investigaciones originales en los campos de la economía, el derecho administrativo y las políticas públicas, y aboga por reformas ante tribunales, legislaturas y agencias ejecutivas. El trabajo del instituto se centra principalmente en cuestiones de energía y clima, protección del consumidor y salud pública.

### Obra
Revesz ha publicado numerosos libros y artículos en importantes revistas y revistas de derecho, centrándose en el federalismo y la regulación ambiental, el diseño de reglas de responsabilidad para la protección ambiental y el papel del análisis de costo-beneficio en la configuración de la regulación administrativa y ambiental. Su libro más reciente, Reviving Rationality: Saving Cost-Benefit Analysis for the Sake of the Environment and Our Health, del cual fue coautor con Livermore, sostiene que la administración Trump ha desestabilizado el consenso bipartidista de que las agencias federales deben basar sus decisiones en evidencia., experiencia y análisis, y explora cómo las administraciones futuras pueden restaurar el análisis de costo-beneficio.
Se ha desempeñado como miembro del Consejo de Relaciones Exteriores, miembro de la Academia Estadounidense de Artes y Ciencias y miembro del Comité Asesor de Economía Ambiental de la Junta Asesora Científica de la Agencia de Protección Ambiental de los Estados Unidos, entre otras organizaciones. En 1994 y 2007, recibió el premio de la American Bar Association al mejor artículo o libro sobre derecho administrativo y práctica regulatoria.

## Vida personal
Richard Revesz está casado con la abogada y política Vicki Been, y viven junto a sus dos hijos en Nueva York.